# Domenico Cimarosa
Domenico Cimarosa (Aversa, 17 de dezembro de 1749 – Veneza, 11 de janeiro de 1801) foi um compositor clássico italiano, principalmente no campo da ópera-bufa.

## Biografia
Filho de família humilde, ficou órfão aos sete anos de idade. Foi educado numa escola para pobres mantida pelos frades franciscanos de Nápoles, onde um frade deu-lhe as primeira lições de música e, em 1761, matriculou-o no conservatório de Santa Maria de Loreto, onde Cimarosa adquiriu sólidos conhecimentos de canto, violino e composição. Um de seus professores no conservatório foi Nicola Piccinini, um compositor famoso na época. Em 1772, ele estreou com sucesso sua primeira ópera. Embora tenha composto 65 óperas ao todo, que fizeram tremendo sucesso no seu tempo, tornando-o um compositor aclamado por toda a Europa, a única que a posteridade consagrou é Il Matrimonio Segreto. A respeito desta ópera, Verdi dizia: Quella è la vera commedia musicale, e lì è tutto quello che un'opera buffa deve avere (Esta é a verdadeira comédia musical, ela tem tudo aquilo que uma ópera cômica deve ter).
Em 1787, Cimarosa foi convidado pela imperatriz da Rússia Catarina II para ser compositor da corte em São Petersburgo. Permaneceu a serviço da czarina até 1791, quando voltou a Nápoles e participou de uma revolução contra os Bourbons que governavam a cidade. Preso e condenado à morte, obteve o perdão do rei Fernando IV, segundo alguns por pressão diplomática do embaixador da Rússia. Pouco após ser libertado, foi para Veneza, onde morreu pouco após completar 51 anos de idade.
A sua ópera La ballerina amante foi seleccionada para a inauguração solene do Teatro de São Carlos em Lisboa, a 30 de Junho de 1793.
Além de ópera, Cimarosa escreveu música de câmara, peças para piano, e música sacra, inclusive um Requiem.

## Óperas principais
- La finta parigina 1773
- I matrimoni in ballo 1776
- I sdegni per amore 1776
- I tre amanti 1777
- Il ritorno di Don Calandrino 1778
- L'italiana in Londra 1779
- Il pittor parigino 1781
- Alessandro nell'Indie 1781
- Giannina e Bernardone 1781
- L'eroe cinese 1782
- La ballerina amante 1782
- La villana riconosciuta 1783
- La Circe 1783
- I due baroni di Rocca Azzurra 1783
- Oreste 1783
- Chi dell'altrui si veste presto si spoglia 1783
- L'Olimpiade 1784
- La vergine del sole 1789
- La Cleopatra 1789
- Il matrimonio segreto 1792
- Le astuzie femminili 1794
- Penelope 1795
- Gli Oriazi e i Curiazi 1796
- La finta ammalata 1796